# Seminari
|  | Per a altres significats, vegeu «Seminari (reunió)». |

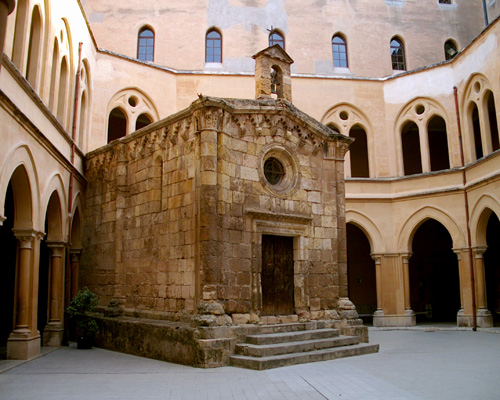
Claustre del Seminari de Tarragona

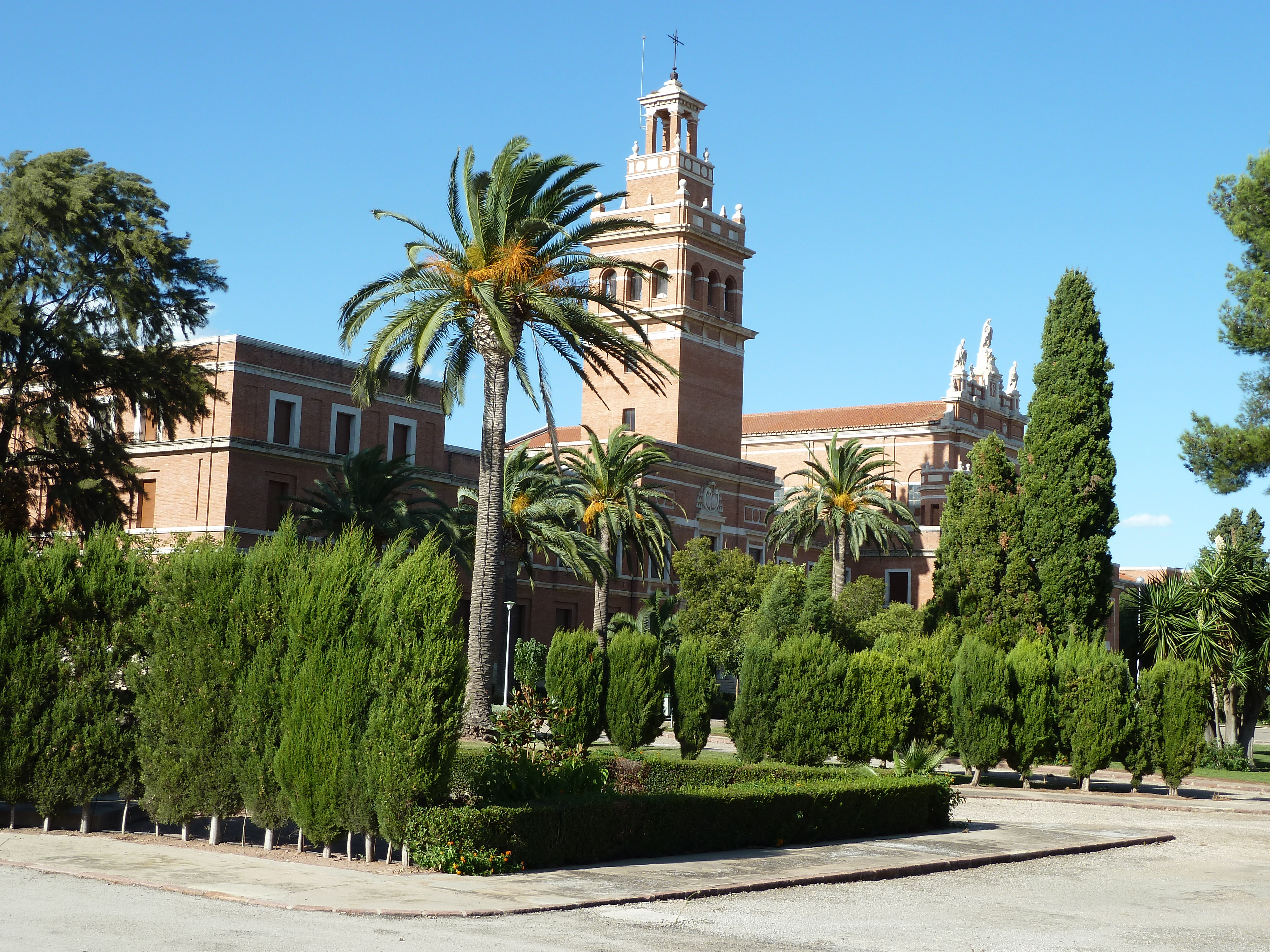
Seminari Metropolità de València

Un seminari és un centre destinat a la formació de sacerdots. Depenen dels bisbes, i en molts ordes i congregacions religioses, és la institució que forma els seus membres que es preparen per al sacerdoci. L'Església Catòlica els va crear l'any 1545 per un decret del Concili de Trento.